# Công quốc Oldenburg
Công quốc Oldenburg (tiếng Đức: Herzogtum Oldenburg) là một nhà nước lịch sử toạ lạc ở Tây Bắc nước Đức ngày nay. Tên của nó được đặt theo thị trấn Oldenburg, đồng thời cũng là thủ phủ của nhà nước này. Tiền thân của Công quốc Oldenburg là Bá quốc Oldenburg, ra đời từ năm 1091 và trở thành một nhà nước thuộc Đế chế La Mã Thần thánh, đến năm 1774 thì nó đương nâng lên thành công quốc và tồn tại cho đến năm 1810 thì bị Đệ Nhất Đế chế Pháp của Hoàng đế Napoleon sáp nhập. Sau khi người Pháp thất bại trong Chiến tranh Napoleon, Đại hội Viên đã tái lập lại lãnh thổ Oldenburg, nhưng nâng nó lên vị thế Đại công quốc.
Anthony Günther, Bá tước xứ Oldenburg, dòng dõi chính của Nhà Oldenburg qua đời vào năm 1667, lãnh thổ của Bá quốc Oldenburg rơi vào tay Frederick III của Đan Mạch thuộc dòng dõi Công tước xứ Holstein-Gottorp, người đã kết hôn với Nữ đại công tước Anna Petrovna của Nga, con gái của Peter Đại đế. Một người khác, em họ đầu tiên của ông, Frederick August I, trở thành Công tước xứ Oldenburg vào năm 1774. Một trong những người anh em của ông, Adolf Frederick, trở thành Vua của Thụy Điển. Một người anh em khác, Thân vương Georg Ludwig xứ Holstein-Gottorp, là cha của Peter I, người đã trở thành Đại công tước xứ Oldenburg vào năm 1823. Những người cai trị Đại công quốc Oldenburg sau này đều là hậu duệ của ông.
Gia tộc cầm quyền của nó là Nhà Oldenburg, cũng lên nắm quyền ở Đan Mạch, Na Uy, Thụy Điển, Hy Lạp và Nga. Những người thừa kế của một dòng nhỏ của chi nhánh Hy Lạp, thông qua Philippos của Hy Lạp và Đan Mạch, Công tước xứ Edinburgh, là những người trị vì ngai vàng của Vương quốc Anh và các vương quốc Khối thịnh vượng chung khác sau khi Nữ vương Elizabeth II qua đời.

## Lịch sử
Vị bá tước đầu tiên được biết đến của Oldenburg là Elimar I (mất năm 1108). Hậu duệ của Elimar xuất hiện với tư cách là chư hầu, mặc dù đôi khi là những người nổi loạn, của các Công tước xứ Sachsen; nhưng họ đã đạt được phẩm giá của các Thân vương đế chế khi Hoàng đế Friedrich I chia cắt Công quốc Sachsen vào năm 1180. Vào thời điểm này, Bá quốc Delmenhorst là một phần lãnh thổ của các Bá tước Oldenburg, nhưng sau đó nó đã nhiều lần bị tách khỏi họ để trở thành một thái ấp cho các nhánh trẻ hơn của gia tộc. Điều này đã xảy ra trong khoảng thời gian từ năm 1262 đến năm 1447, từ năm 1463 đến năm 1547, và từ năm 1577 đến năm 1617.
Trong giai đoạn đầu thế kỷ XIII, các bá tước đã tiến hành một loạt các cuộc chiến tranh với các Thân vương xứ Frisia độc lập, hoặc bán độc lập, ở phía bắc và phía tây của bá quốc, dẫn đến sự mở rộng dần dần lãnh thổ Oldenburg. Thành bang Bremen của Liên minh Hanse Tự do và Giáo phận vương quyền Münster cũng thường xuyên xảy ra chiến tranh với các bá tước Oldenburg.
Năm 1440, Christian kế vị cha mình là Dietrich, còn gọi là Fortunatus, làm Bá tước Oldenburg. Năm 1448, Christian được bầu làm vua Đan Mạch, tức Christian I, một phần dựa trên dòng dõi mẹ của ông từ các vị vua Đan Mạch trước đó. Mặc dù nằm rất xa biên giới Đan Mạch, Oldenburg giờ đây là một vùng đất tách rời của Đan Mạch. Quyền kiểm soát thành phố được giao cho các em trai của nhà vua, những người đã thiết lập một triều đại chuyên chế ngắn ngủi.
Năm 1450, Christian trở thành vua của Na Uy và năm 1457, trở thành vua của Thụy Điển. Năm 1460, ông thừa kế Công quốc Schleswig và Bá quốc Holstein, một sự kiện có tầm quan trọng lớn đối với lịch sử tương lai của Oldenburg. Năm 1454, ông trao Oldenburg cho em trai mình là Gerhard (khoảng 1430–99), một thân vương hung hăng và hiếu chiến, người luôn gây chiến với Giám mục vương quyền Bremen và các nước láng giềng khác. Năm 1483, Gerhard buộc phải thoái vị để nhường ngôi cho các con trai, và ông qua đời khi đang hành hương ở Tây Ban Nha.
Đầu thế kỷ XVI, Oldenburg một lần nữa được mở rộng nhờ sự chi phối của người Frisia. Giáo phái Luther được Anthony I (1505–73, trị vì từ năm 1529) du nhập vào đất nước, người cũng đã đàn áp các tu viện; tuy nhiên, ông vẫn trung thành với Karl V của Thánh chế La Mã trong Chiến tranh Schmalkaldic, và nhờ đó đã mở rộng được lãnh thổ của mình, giành được Delmenhorst vào năm 1547. Một trong những người anh em của Anthony là Christopher (khoảng 1506–60), đã nổi tiếng vì là một chiến binh anh dũng.
Cháu trai của Anthony, Anthony Günther (1583–1667), người kế vị vào năm 1603, tự coi mình là vị thân vương khôn ngoan nhất từng cai trị Oldenburg. Jever đã được mua lại trước khi ông trở thành bá tước, nhưng vào năm 1624, ông đã sáp nhập Wilhelmshaven và Varel vào lãnh thổ của mình, và đến năm 1647, Delmenhorst cuối cùng đã được sáp nhập. Nhờ thái độ trung lập trong Chiến tranh Ba Mươi Năm và bằng cách hiến tặng những con ngựa quý giá cho lãnh chúa là Bá tước xứ Tilly, Anthony Günther đã đảm bảo cho lãnh địa của mình được miễn trừ khỏi sự tàn phá khủng khiếp mà hầu hết các nhà nước khác của Thánh chế La Mã phải gánh chịu. Ông cũng được hoàng đế trao cho quyền thu thuế đối với các tàu thuyền đi qua sông Weser, một khoản trợ cấp béo bở, nhanh chóng trở thành một khoản bổ sung đáng kể cho nguồn lực của ông. Năm 1607, ông cho xây dựng một lâu đài theo phong cách kiến trúc Phục Hưng. Sau khi Anthony Günther qua đời mà không có người thừa từ, Oldenburg lại nằm dưới quyền cai trị của các vua Đan Mạch thuộc dòng chính của Vương tộc Oldenburg.
Theo Hiệp ước Tsarskoye Selo năm 1773, Quốc vương Christian VII của Đan Mạch đã nhượng lại bá quốc này cho Catherine Đại đế để đổi lấy phần thừa kế của con trai bà Đại công tước Pavel trong Công quốc Holstein và các yêu sách của ông đối Công quốc Schleswig; Oldenburg được trao cho Friedrich August, Quản trị viên của Giáo phận vương quyền Lübeck, đại diện của một nhánh trẻ hơn của gia tộc, và vào năm 1777, Bá quốc này được nâng lên thành một công quốc. Con trai của công tước là Wilheim, người kế vị vào năm 1785, bị bệnh tâm thần, và người em họ của ông là Peter, Quản trị viên của Giáo phận vương quyền Lübeck, giữ vai trò nhiếp chính và cuối cùng, vào năm 1823, đã kế thừa ngai vàng, nắm giữ Lübeck và cả Oldenburg trong liên minh cá nhân.
Sau Hòa giải Đức năm 1803, Oldenburg đã giành được Oldenburg Münsterland và Giáo phận vương quyền Lübeck. Từ năm 1810 đến năm 1814, Oldenburg bị Đệ Nhất Đế chế Pháp của Napoleon chiếm đóng. Việc sáp nhập vào Đế chế Pháp năm 1810 là một trong những nguyên nhân gây ra rạn nứt ngoại giao giữa các đồng minh cũ là Pháp và Nga, một cuộc tranh chấp dẫn đến chiến tranh năm 1812 và cuối cùng là sự sụp đổ của Napoleon.

## Người Do Thái
Tài liệu cổ nhất về người Do Thái sinh sống tại Công quốc Oldenburg có niên đại từ thời Trung Cổ. Cộng đồng Do Thái lớn của Công quốc bao gồm các cộng đồng Delmenhorst, Jever, Varel, Vechta và Wildeshausen. Các tài liệu khác ghi lại việc người Do Thái bị trục xuất khỏi Wildeshausen vào khoảng năm 1348, trong thời kỳ Cái Chết Đen, mặc dù họ đã quay trở lại ngay sau đó, như đã đề cập trong các tài liệu khác Sự hiện diện của người Do Thái vẫn tiếp tục được ghi nhận, đặc biệt là ở thành phố chính Oldenburg mà còn ở các làng xung quanh, và tổng cộng đồng Do Thái trong khu vực công quốc vào năm 1900 đã tăng lên 1359 người, nhưng giảm xuống còn 1015 người vào năm 1925. Đến năm 1933, chỉ còn 279 người Do Thái ở lại khu vực, và hầu hết trong số họ đã bị tiêu diệt trong cuộc diệt chủng Holocaust, mặc dù một số người sống sót và trở về sau chiến tranh.
Công quốc này là phần lãnh thổ cuối cùng trong số các vùng đất mà Napoleon chinh phục được để hoàn tất sắc lệnh năm 1808 của ông về việc người Do Thái phải lấy họ. Những cái tên được chọn vào thời điểm đó là những cái tên phổ biến ngày nay trong cộng đồng người Do Thái Ashkenazi.

## Giai đoạn sau cùng của chế độ quân chủ
Năm 1815, Công quốc này mua lại Thân vương quốc Birkenfeld và trở thành một đại công quốc. Năm 1871, Oldenburg gia nhập Đế quốc Đức, và năm 1918, trở thành một nhà nước tự do trong Cộng hòa Weimar.
Năm 1937 (với Đạo luật Đại Hamburg), Oldenburg mất các quận ngoại vi Eutin gần bờ biển Baltic và Birkenfeld ở tây nam nước Đức vào tay Phổ và giành được Thành phố Wilhelmshaven. Tuy nhiên, đây chỉ là thủ tục hình thức, vì chế độ Đức quốc Xã của Hitler đã thực tế bãi bỏ các nhà nước liên bang vào năm 1934. Đến đầu Thế chiến II năm 1939, do những thay đổi về lãnh thổ này, Oldenburg có diện tích 5.375 km2 (2.075 dặm vuông) và dân số 580.000 người.
Năm 1946, sau Thế chiến II, Oldenburg sáp nhập vào bang Hạ Sachsen mới thành lập và thành lập vùng hành chính (Verwaltungsbezirk) Oldenburg, về mặt lãnh thổ không thay đổi. Vùng và bang này đều trở thành một phần của Tây Đức vào năm 1949. Vùng hành chính này bị bãi bỏ vào năm 1978 và sáp nhập với các tỉnh lân cận (Regierungsbezirke) thành vùng mới Weser-Ems, vùng này đã bị giải thể vào năm 2004.